# Макарчук, Александр Анатольевич
Александр Анатольевич Макарчук (10.04.1983) — идейный вдохновитель и создатель проектов для людей с инвалидностью в Белоруссии, мотивационный спикер. Социальный предприниматель. Бизнес-тренер. Интеллектуальный волонтёр. Меценат.

## Биография
Александр Макарчук вырос в неблагополучной семье. После 8 класса мальчик покинул школу. Когда ему исполнилось 16 лет, попал в больницу с сильным отравлением, после чего стал чувствовать недомогание: ослабели ноги и правая рука. В 16 лет Александр устроился в дорожные рабочие в Минске. Уже тогда он отметил невероятную сложность ходьбы, и вскоре продолжение работы стало невозможным. Затем устроился санитаром в больницу, где попал на консультацию к эксперту по рассеянному склерозу. Точный диагноз установить не удалось. Предположительно тот момент, считали что это демиелинизирующее заболевание головного мозга. Диагноз удалось установить лишь в 2017 (через 18 лет) году на консилиуме в РНПЦ Нейрохирургии и Неврологии Токсическая Энцефалополинейропатия с вялым пирамидным глубоким тетрапарезом.
К 28 годам Александр утратил физическую возможность управлять своим телом. С 2002 года полностью парализован (инвалид 1 группы).
В 2003 году Александр женился. На момент 2003 года у парня стоял диагноз "Метахроматическая лейкодистрофия". Доктора говорили что парень не доживёт до 25 лет. Девушка хотела быть с Александром до его кончины в 25, даже не подозревая, какие испытания и трудности ему предстоит пройти.
В 2009 году окончил школу на дому. Аттестат Александра был признан самым лучшим в классе.
В 2010 году создал сайт для людей с ограниченными возможностями «Без ограничений».
За два года — с 2010 по 2012 — освоил профессию веб-дизайнера.
Без возможности управлять своими руками, начинает писать курсовые для студентов по гуманитарным дисциплинам, надиктовывая текст супруге.
В 25 лет (2012 году) поступил в Межрегиональный открытый социальный институт на факультет гражданского права и процесса, по специальности «юрист», обучается дистанционно.
Брак Александра распался после 5 лет совместной жизни. Александр переехал к друзьям в Борисов. Позже он узнал о программе Vocal Joystick, которая помогла ему освоить голосовое управление компьютером.
Благодаря своему навыку он нашёл работу рекрутером. Александр помогает подбирать специалистов для IT: в неделю он прорабатывает 600 потенциальных работников, собеседуя по скайпу.
На олимпиаде, которую проводила компания IBA Group в 2014 году, Александр выиграл международный сертификат на бесплатное обучение и возможность прохождения международной сертификации по системному администрированию.
В 2015 году прошёл курсы «Доктор Веб» по специализации «Специалист по антивирусной безопасности». В этом же году прошёл курсы «Инженер-тестировщик программного обеспечения» и курс «Основы программирования».
В 2016 году окончил Высшую Школу Бизнеса и Управления. Выпускной работой стал проект дистанционного образования для инвалидов.
В декабре 2016 года с этим проектом попал в финал Белорусского конкурса социальных проектов.
Александр помогает людям с инвалидностью овладевать данной программой управления компьютерами дистанционно.
Несмотря на инвалидность, А. Макарчук активно участвует в общественной жизни и выступает на различных мероприятиях с мотивационной речью: на глобальном лидерском саммите в 2015 году, а также посещает культурные мероприятия: концерт группы Epica, где ему удалось познакомиться с участниками группы. Является героем выставки «Доступная среда», организованной ЮНФПА и Шведским институтом.
Александр является вдохновителем и организатором проекта «У Совы» — проекта дистанционного обучения людей с ограниченными возможностями. Уникальной чертой данного проекта является то, что преподаватели в нём — волонтёры и люди с ограниченными возможностями. Проект уже является востребованным и удостоился участия в финальном этапе конкурса Social Weekend 8.
16 января 2017 Александр Макарчук запустил проект бесплатного образования для инвалидов в тестовом режиме.
Является одним из создателей программы для голосового управления компьютером людьми с ограниченными физическими возможностями.
В 2018 пытался баллотироваться в депутаты местных Советов депутатов Республики Беларусь 28-го созыва — прошедшие 18 февраля 2018 года, В местные Советы депутатов Белоруссии по городу Борисову . Но не был допущен к предвыборной гонке. Борисовская Предвыборная Комиссия сослалась на то что он подал документы на другой участок. Но в документах была допущена банальная описка. Александр подал апелляцию в Областную Избирательную Комиссию, но получил отказ. В данную ситуацию вмешался ЦИК который доказал неправомерность действий Борисовской Избирательной Комиссии. Но время предвыборной гонки было упущено , Александр отказался от дальнейшего участия. Лидия Ермошина принесла лично свои извинения за ситуацию на всю страну перед Александром Макарчуком.